# Sittenbach (Pegnitz)
Der Sittenbach ist ein knapp 10,8 km langer grobmaterialreicher, karbonatischer Mittelgebirgsbach, der rechtsseitig und ungefähr von Norden in die Pegnitz mündet.

## Name
Der Bach hatte im 14. Jahrhundert den Namen Sik(k)enbach. Das Bestimmungswort leitet sich vom Genitiv des althochdeutschen Personennamen Sikko ab.

## Geographie

### Verlauf
Der Sittenbach entspringt in Steinensittenbach, einem Gemeindeteil von Kirchensittenbach. Er mündet bei Altensittenbach in die Pegnitz.

### Zuflüsse
Von der Quelle zur Mündung. Auswahl.
- Moosbach, von rechts und Osten auf etwa 391 m ü. NHN in Kirchensittenbach-Dietershofen
- Stöpperbach, von links und Norden auf etwa 368 m ü. NHN in Kirchensittenbach-Aspertshofen
- Kleedorfer Bach, von links und Ostnordosten auf etwa 354 m ü. NHN nach Kirchensittenbach-Hopfengartenmühle
- Unterkrumbacher Bach, von rechts und Nordwesten auf etwa 350 m ü. NHN nahe Kirchensittenbach-Unterkrumbach
- Rangenbach, von rechts und Nordwesten auf etwa 338 m ü. NHN bei Hersbruck-Hagenmühle
- Rauschelbach, von links und Nordosten auf etwa 336 m ü. NHN in Hersbruck-Altensittenbach

### Flusssystem Pegnitz
- Fließgewässer im Flusssystem Pegnitz

### Orte
Der Sittenbach fließt durch folgende
- Ortsteile der Gemeinde Kirchensittenbach:
  - Steinensittenbach
  - Algersdorf
  - Dietershofen
  - Kirchensittenbach
  - Aspertshofen
  - Hopfengartenmühle
- und Stadtteile von Hersbruck:
  - Kühnhofen
  - Hagenmühle
  - Altensittenbach

## Nutzung
Die Wasserkraft des Sittenbachs wurde entlang seines Verlaufs an mehreren Stellen zum Betrieb mechanischer Anlagen genutzt. Dies waren meist Mühlen. Teile ehemaliger Wehre zur Aufstauung des Wassers sind noch bei Aspertshofen sowie in Hagenmühle zu finden. In Hopfengartenmühle wurde Wasserkraft zum Betrieb eines Sägewerks genutzt.
Schifffahrt war und ist aufgrund des stark naturbelassenen Bachlaufs nicht oder nur auf kurzen Abschnitten möglich.